# Miroslav Šarić
Miroslav Šarić (Zagabria, 7 febbraio 1986) è un calciatore croato, centrocampista del Trešnjevka.